# Ephesus
Ephesus – miasto w Stanach Zjednoczonych, w stanie Georgia, w hrabstwie Heard.